# Санскритська драма
Фрагменти санскритської драми відносять до 1 століття н.е. Трактат Махабхаш’я (санскр. महाभाष्य mahābhāṣya), написаний Патанджалі, містить найперші згадки про можливе коріння санскритської драми. Цей граматичний трактат містить можливу дату започаткування театру в Індії.  
Санскритська драма вважається найвищим досягненням Санскритської літертури. До акторського складу входили такі персонажі як герой (наяка), героїня (наїка) та блазень (відусака). Актори могли поділятися на окремі типи. У 3-4 столітті н.е. Калідаса був одним із найвидатніших стародавніх Санскритичних драматургів. Малавікагнімітрам (Малавіка та Агнімітра), Вікраморваші (Той, що стосується Вікрама та Урваші) і Абхіджняна-Шакунтала (Визнана за перснем Шакунтала) - це три відомі романтичні п'єси Калідаси. Остання була натхненна історією, описаній в «Махабхараті» і є найбільш відомою. Ця п'єса була перекладена англійською та німецькою мовами.Під впливом Шакунтали (в перекладі англійською мовою) була написана трагедія Гете "Фауст"(1808-1832). Наступним визначним індійським драматургом був Бхавабхуті (7 століття н.е.). Вважається, що ним написано наступні три п'єси: "Малаті-Мадхава", "Махавірачаріта" та "Уттар Рамачаріта". Серед цих трьох п'єс, останні дві охоплюють увесь епос про Рамаяну. Могутньому індійському імператору Харші (606-648) належать 3 п'єси: комедія Ратнавалі, Пріядарсіка і буддистска драма Нагананда. Іншими відомими Санскритськими драматургами були Шудрака, Бхаса та Ашвагхоша. Хоч до нас дійшло багато п'єс цих драматургів, але про самих авторів нам відомо небагато.

## Витоки
Найперші фрагменти санскритської драми, що збереглися до нашого часу, датуються 1 століттям н.е. Багатство археологічних доказів ранніх періодів не містить жодних ознак існування театру. Стародавні Веди (гімни з-поміж 1500 і 1000 рр. до н. е., які відносять до найдавнішої літератури у світі) не містить жодного натяку на це (хоча деякі написані у формі діалогу) і ритуали Ведичного періоду не проявляли себе через театральне мистецтво.  Трактат Махабхаш’я (санскр. महाभाष्य mahābhāṣya), написаний Патанджалі, містить найперші посилання на те, що можливо було корінням санскритської драми. Цей граматичний трактат містить можливу дату започаткування театру в Індії.

## Теорія

### Натья-Шастра
Головним джерелом підтверджень існування санскритського театру є Театральний трактат(Натья-Шастра), дата написання якого точно не відома (приблизно з 200 року до н.е. до 200 року н.е.), авторство якого належить Бхарата Муні. Цей Трактат є найбільш завершеною працею драматургії стародавнього світу. Він стосується акторське мистецтво, танців, музики, драматургії,архітектури, дизайну костюмів, гриму, театрального реквізиту, формування театральних об'єднань, глядачів, конкуренції і пропонує міфологічні підстави походження театру. При цьому, Трактат вказує на ознаки характеру сучасного театрального мистецтва. Санскритський театр був поставлений священниками, які спадково були обучені необхідним вмінням (танцям, музиці та художньому читанню) на священній землі. Задумом театру було як обучати, так і розважати.
Під опікою королівських дворів, актори належали до професійних об'єднань, якими управляли режисери (сутрадхара), які також могли грати в театрі. Режисери наче виступали в ролі ляльководів - в буквальному сенсі "сутрадхара" значить "той, що тримає мотузки або нитки". Актори були   добре підготовлені вокально та фізично. Не існувало жодних заборон щодо актрис; об'єднання були тільки чоловічі, тільки жіночі та змішані. Показати певні почуття для чоловіків вважалося недоречними, і тому жінкам вдавалося краще їх відтворити. Деякі артисти грали персонажів свого віку, в той час як інші грали молодших або старших за себе. Більш за все у Трактаті увага приділяється акторській грі (абхіная), яка існувала у двох стилях: реалістичному (локадхармі) та звичайному (натядхармі). Більш поширеним був звичайний стиль.
Описана у Трактаті теорія раса головним чином вплинула на сучасний театр Індії та кінематограф Індії, особливо на Болівуд.

## П'єси

### "Мріччхакатіка" ("Маленький глиняний кошик")
Одна з найбільш ранніх санскритських п'єс. Ця п'єса створена драматургом Шудракою у 2 столітті н.е. Багатий на королівські інтриги, жарти, романтику та пристрасть, захоплюючий сюжет п'єси сповнений загадок і непередбачуваних поворотів. Головна лінія сюжету розповідає про молодого чоловіка на ім'я Чарудатта і його любов до Васантасени, багатої куртезанки або нагарвадху. Це кохання стає нелегким через королівського придворного, якому також подобається Васантасена. Далі сюжет наповнюється злодіями та негативними персонажами, що робить п'єсу дуже веселою та цікавою. Інсценізована у Нью-Йорку у 1924 році, ця п'єса викликала широке захоплення у глядачів. У 1984 році режисер Гіріш Карнад зняв індійський фільм "Утсав" по сюжету цієї п'єси. Індійське кіно "Мулен Руж!", зняте у 2001 році також можливо також засноване на п'єсі "Маленький глиняний кошик".

### Бхаса
П'єси, написані Бхасою стали відомими історикам пізніше завдяки згадкам письменників, а самі рукописи загублені. Рукописи 13 п'єс Бхаси були знайдені  в старій бібліотеці у Тируванантапурамі (Тривандрамі) у 1913 році ученим Ганапаті Шастрі. Чотирнадцяту п'єсу знайшли пізніше і приписали Бхасі, але насправді її авторство є спірним.
Найбільш відомі п'єси Бхаси - це "Свапна Васавадаттам" ("Свапнавасадатта", "Мрія Васавадатти"), "Панчаратра" і "Пратіжна Яугандхараяанам" ("Обітниця Яугандхараяни"). Іншими п'єсами є "Пратіманатака", "Абхішеканатака", "Балачаріта", "Дутавакйа", "Карнабхара", "Дутагхатоткача", "Чарудатта", "Мадхьямавьяйога" та "Урубханга".
"Карнабхара" - це розкритикована п'єса, що є об'єктом експериментів для сучасних театральних груп Індії.
Бхаса вважається одним з найкращих санскритських драматургів, поступаючись тільки Калідасі. Він жив до часів Калідаси від близько 1 століття до н.е. до 4 століття н.е.

### Калідаса
Калідаса (3-4 століття н.е.) безсумнівно є найвизначнішим поетом і драматургом Санскриту і відіграє таку ж роль у санскритській літературі, яку Шекспір відіграє в англійській літературі. Він має справу в основному з відомими індійськими темами та легендами; три його найівдоміші п'єси - це "Вікраморваші" ("Вікрама та Урваші"), "Малавікагнімітрам" ("Малавіка та Агнімітра") і п'єса, завдяки якій він став найбільш популярним - "Абхіджняна-Шакунтала" ("Визнана за перснем Шакунтала"). Остання вважається найкращою п'єсою в Санскриті. Більше чим через тисячоліття, вона дуже сильно вразила відомого німецького письменника Гете.
Калідаса також написав дві великі епічні поеми - "Рагхувамша" ("Рід Рагху") та "Кумарасамбхава" ("Народження Кумари"), і дві менші епопеї "Рітусамхара" ("Пори року") та "Мегхадута" ("Хмара-вісник") та інші прекрасні роботи.
Твори Калідаси вирізняються простою, але прекрасною санскритською мовою і широким використанням порівнянь. Його навіть почали називати Упама Калідасася (Калідаса привласнює порівняння) через те, що його твори були переповнені порівняннями.

### "Мудраракшаса" Вішакхадатти
Серед усіх санскритських п'єс історична п'єса "Мудраракшаса" визначається своєю неповторністю та унікальністю через те, що вона сповнена життя, подій, постійного інтересу та політичних інтриг. Період написання твору належить приблизно до 800 р.н.е. У п'єсі Чандраґупта Маур'я править з Паталіпутри, скинувши останню династію Нандів. Ракшаса, посланник Нандів, намагається помститися за свого колишнього господара. Чанак'я, посланник Чандраґупта, успішно перемагає Ракшасу.

### Інші значні п'єси
Іншими визначними п'єсами є "Ратнавалі", "Нагананда" та "Пріядарсіка" Шрі Харші (7 століття), "Маттавіласа Прахасана" Махедравікрамавармана, "Аскар'якудамані" Шактібадри, "Субхандраканан'ява" і "Тапатісамварана" Куласекхари, "Каляна Саугандхіка" і "Шрі Крішна Чаріта" Неєлканти.

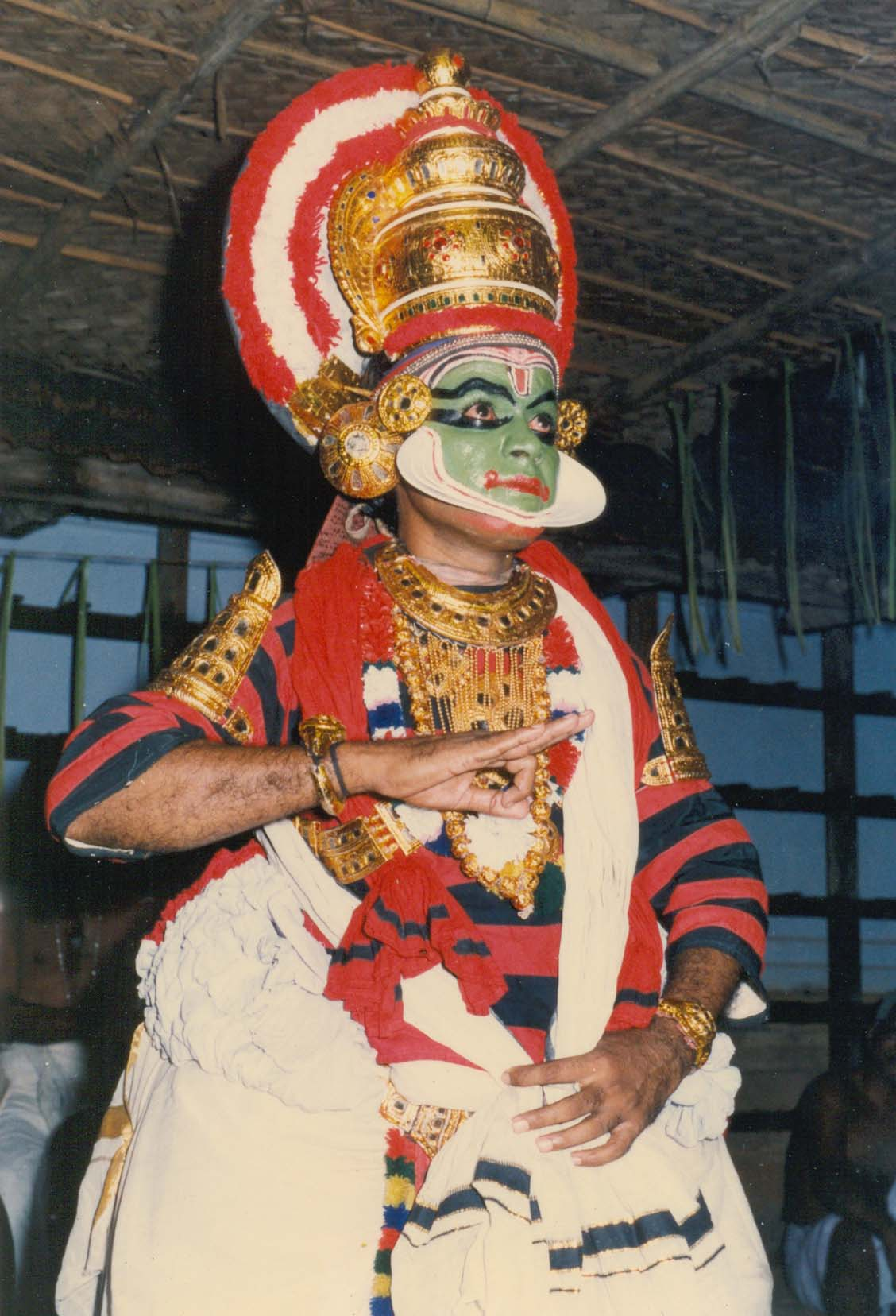
Король Удаяна у п'єсі Бхаси "Свапнавасадаттам" у Кутіяттам - єдиному стародавньому санскритському театрі, що зберігся до наших днів. (Актор: Мані Дамодара Чак'яр)

## Вистави
Санскритські п'єси були дуже популярними в стародавні часи та інсценізувалися по всій Індії. Зараз єдиним стародавнім санскритській театром, що залишився до наших днів є Кутіяттам, який зберігся у штаті Керала Чак'ярською спільнотою. Ця форма санскритського драматичного театру з'явилася більше 2000 років назад і є однією  з найдавніших традиційних театрів у світі. Усі визначні санскритські п'єси Бхаси, Шрі Харші, Шактібхадри та ін. були поставлені у Кутіяттамі. Гуру Мані Мадхава Чак'яр  був режисерем таких п'єс як "Абхіджняна-Шакунтала", "Вікраморваші" та "Малавікагнімітрам" Калідаси, "Свапнавасадатта" та "Панчаратра" Бхаси  вперше за всю історію Кутіяттама. Він популяризував Кутіяттам та оновив єдиний санскритський драматичний театр в Індії, що зберігся до наших днів. 
Одним із припущень (поки що без підтвердження) щодо походження "П'єс Тривандраму" Бхаси є те, що 13 п'єс були адаптовані з мови оригіналу та перевезені до Кералу для постановки на сцені за Кутіяттамською традицією.

## Сучасні санскритські п'єси
Манмохан Ачар'я, сучасний санскритський драматург написав багато п'єс та танцювальних драм. П'єсами, які варто згадати є "Арджуна-Пратіджнаа", "Шріта-камалам", "Пада-паллавам", "Дівья-Джвадевам", "Пінгалаа", "Мртюх", "Схітапражнах", "Тантра-махасактіх", "Пурва-Шакунтала", "Уттара-Шакунтала", "Рааванах".
Від'ядхар Шастрі написав три снскритські п'єси: "Пурнанандам", "Калідаіням" та "Дурбала Балам".
Прафулла Кумар Мішра написав такі п'єси як "Чітрангада" та "Каруна".

## Читати далі
- Wilson, Horace Hayman (1827). Select Specimens of the Theatre of the Hindus. V.Holcroft at The Asiatic Press, Calcutta.
- Dhanamjaya (1912). The Dasarupa or Treatise on Ten Forms of Drama - A Treatise on Hindu Dramaturgy. Columbia University.
- Nandikeśvara (1917). The Mirror of Gesture - Being the Abhinaya Darpana of Nandikeśvara. Harvard University Press.
- Schuyler Jr, Montgomery (1965). A bibliography of the Sanskrit drama, with an introductory sketch of the dramatic literature of India. AMS Press Inc., New York.
- Baumer, Rachel Van M.; James R. Brandon (1993). A Sanskrit Play In Performance by Shanta Gandhi. Sanskrit drama in performance. Т. 2. Motilal Banarsidass Publ. с. 110—140. ISBN 81-208-0772-3.